# Vasilisa
Vasilisa (russisk: Бриллиантовая) er en russisk spillefilm fra 2014 af Anton Sivers.

## Medvirkende
- Svetlana Khodtjenkova som Vasilisa Kozjina
- Jérôme Cusin
- Andrej Ilin som Elagin
- Vladimir Metvejev som Mikhail Kutuzov
- Aleksej Barabasj som Aleksandr I